# Julius Silverman
Julius Silverman (geb. 8. Dezember 1905 in Leeds; gest. 21. September 1996 in Birmingham) war ein britischer Politiker der Labour Party. Zunächst war er Stadtratsmitglied in Birmingham, später lange Jahre Mitglied des Unterhauses für Birminghamer Wahlkreise.

## Leben
Silverman wurde in Leeds geboren. Sein Vater entkam judenfeindlichen Pogromen in Minsk. Julius besuchte in Leeds die Central High School und arbeitete zunächst als Lagerarbeiter. 1931 wurde er Rechtsanwalt bei der Kanzlei Gray’s Inn in Birmingham. Er arbeitete im Stadtrat von Birmingham von 1934 bis 1945.
Bei den britischen Unterhauswahlen von 1935 nahm Silverman Teil im Wahlkreis Birmingham Moseley. Er war Abgeordneter für den Wahlkreis Birmingham Erdington von 1945 bis 1955 und von 1974 bis 1983 sowie dazwischen für den Wahlkreis Birmingham Aston (1955–1974).
Er bekam die Ehrenbürgerwürde (Freedom of the City) von Birmingham im Jahre 1982 und den indischen Lotusorden (Padma Bhushan) im Jahre 1990. Er starb in Birmingham im Alter von 90 Jahren.

## Trivia
Bei einer Simultanschachpartie im Jahr 1954 schlug Silverman als einziger von 20 britischen Parlamentariern die sowjetischen Weltklassespieler David Bronstein und Wassili Smyslow.